# José René Cortina
José René Cortina (Barranquilla, Colombia; 22 de enero de 1968) es un director técnico colombiano.

## Trayectoria
Cortina emigró muy joven a los Estados Unidos juntó con su madre; al poco tiempo de haber llegado fue becado por los Ajíes de Albuquerque; tras 7 meses pasa a la Long Island University, donde cursa su carrera y su especialización. Continuó trabajando en otros clubes hasta 2002 completando, 22 años en territorio norteamericano. Profesionalmente se da a conocer entre 2002 y 2006 en el Carabobo FC de Venezuela. Allí ejerció como asistente técnico, preparador físico y además dirigido en calidad de interino algunos partidos. Regresaría a su natal Colombia en donde empieza a dirigir en las divisiones menores de varios clubes profesionales y amateur entre (2007 y 2015).
En el año 2016 dirige como DT en propiedad y a nivel profesional en el Campeonato Potiguar (quinta división brasileña) al mando del Visão Celeste. Al siguiente año continúa en Brasil dirigiendo el  ASSU.
En enero de 2019 es confirmado como nuevo DT del Moca FC de República Dominicana.

## Clubes

### Como jugador
| Club                   | País           | Año         |
| ---------------------- | -------------- | ----------- |
| Ajíes de Albuquerque   | Estados Unidos | Desconocido |
| Long Island University | Estados Unidos | Desconocido |

### Otros cargos
| Club                 | País      | Año         | Rol                    |
| -------------------- | --------- | ----------- | ---------------------- |
| Carabobo FC          | Venezuela | 2002 - 2006 | Preparador físico      |
| Cruzeiro             | Brasil    | 2007        | Pasantía               |
| Atlético Bucaramanga | Colombia  | 2008        | Coordinador inferiores |
| Uniautónoma          | Colombia  | 2009 - 2011 | Coordinador inferiores |
| Atlético Bucaramanga | Colombia  | 2011        | Director deportivo     |

### Como entrenador
| Club              | País                 | Año         |
| ----------------- | -------------------- | ----------- |
| Visão Celeste     | Brasil               | 2016        |
| ASSU              | Brasil               | 2017        |
| JBL Zulia         | Venezuela            | 2017        |
| Titanes Maracaibo | Venezuela            | 2018 - 2019 |
| Moca FC           | República Dominicana | 2020 - 2021 |